# Taseq Ammalortoq

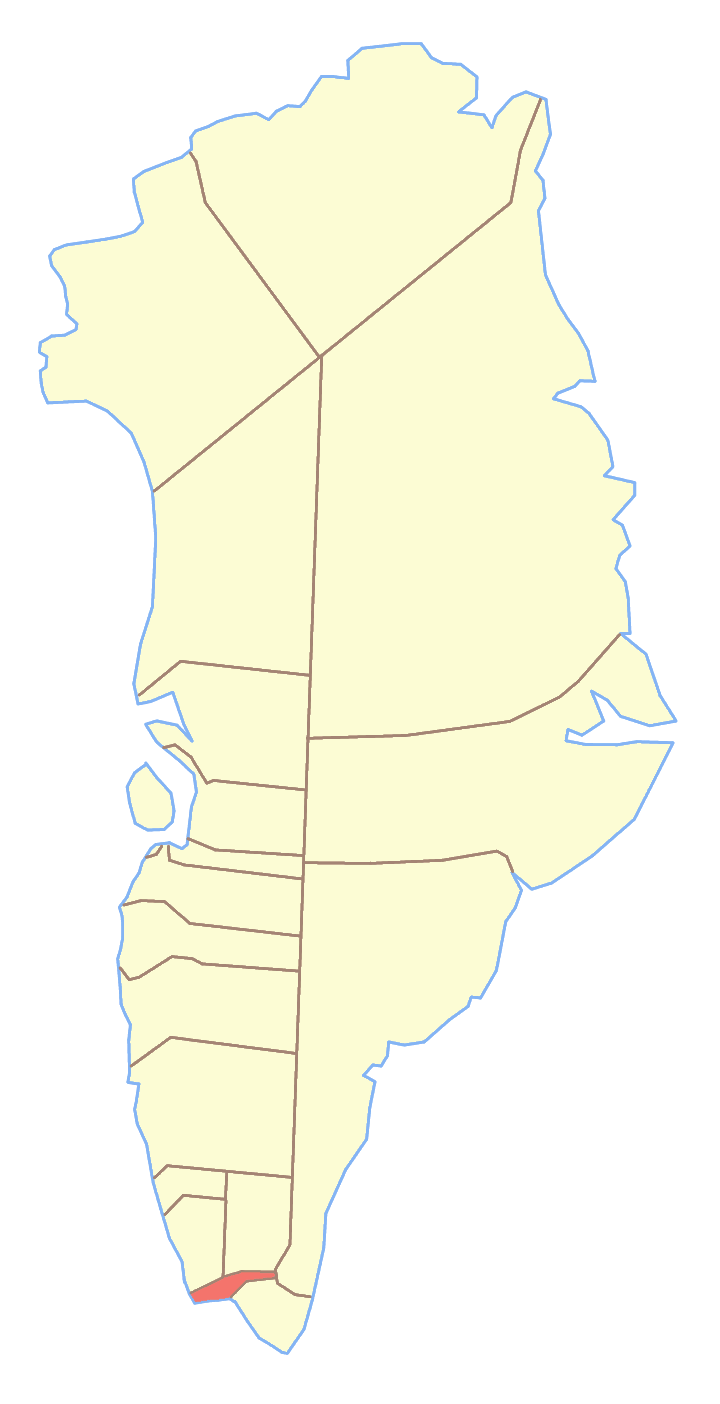
Ex comune di Qaqortoq, dove si trovava il Taseq Ammalortoq

Il Taseq Ammalortoq è un lago della Groenlandia. Si trova presso il Mare del Labrador, a 160 m sul mare, a 60°51'N 45°13'O, ed è alimentato da un ruscello che scende da nord; appartiene al comune di Kujalleq.